# STAR, Bonifacio Echeverría
STAR, Bonifacio Echeverría S.A. war eine Waffenfabrik, die sich auf die Herstellung von Kurzwaffen spezialisiert hatte. Sie war ansässig in Éibar, Baskenland, wie auch einige andere Unternehmen die in dieser Gegend traditionell Waffen fertigten.
Die Tradition der Waffenherstellung zusammen mit dem guten Ruf des spanischen Stahles führte dazu, dass dieser Industriezweig sich auf einen umfangreichen Kundenkreis, vor allem aus den Vereinigten Staaten und aus Kanada stützen konnte. Die Produkte waren selbst geraume Zeit nach Einstellung der Fertigung noch begehrt. Darüber hinaus waren Produkte aus dem Hause STAR für lange Zeit fester Bestandteil der Ausrüstung der spanischen Streitkräfte und Polizeien sowie der Streitkräfte anderer Nationen.

## Geschichte

Logo

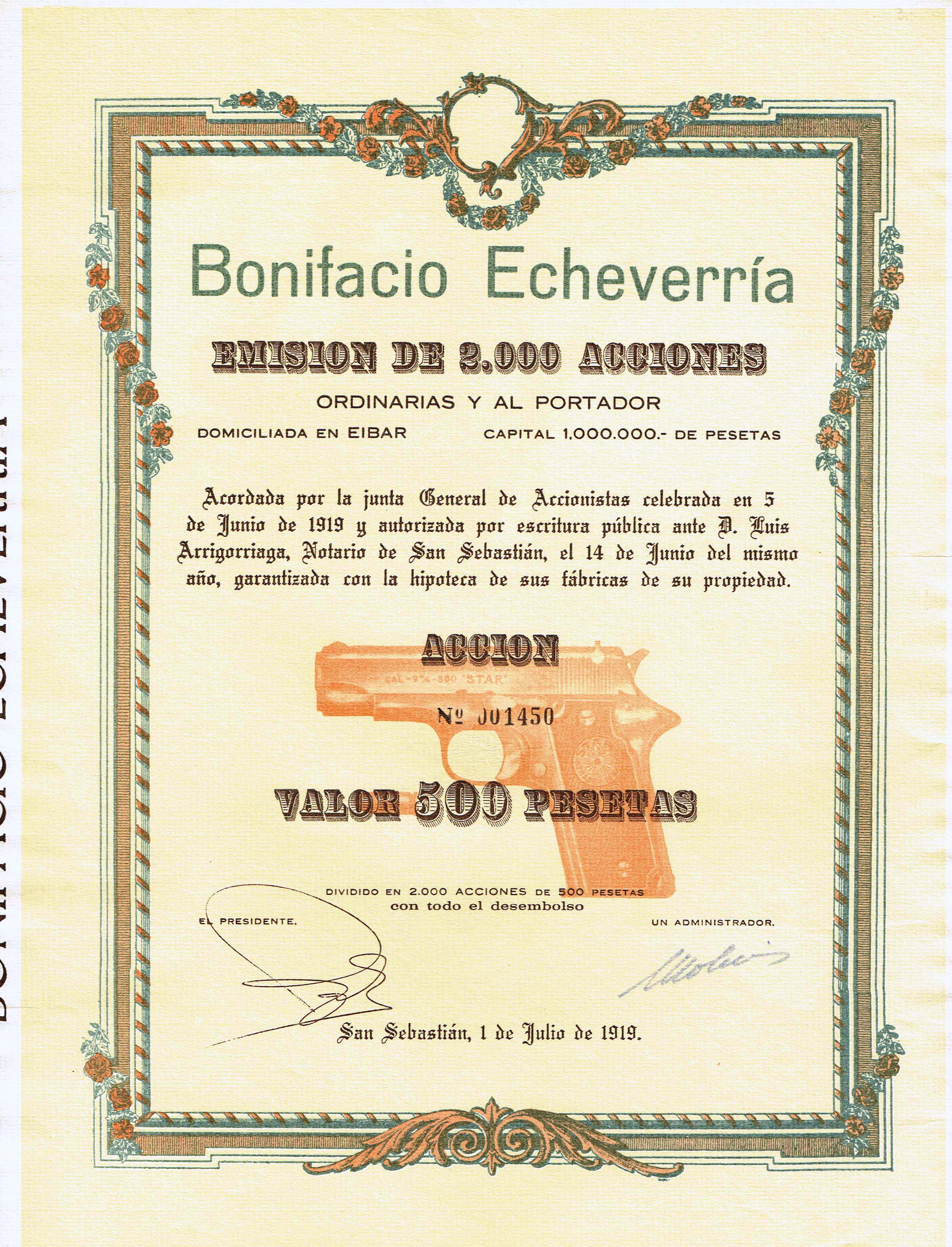
Aktie der Firma Bonifacio Echeverría vom 1. Juli 1919

Am Ende des 19. Jahrhunderts führte Jose Cruz Echeverría, der Vater von Julían Echeverría und Bonifacio Echeverría, eine Manufaktur, in welcher er Vorderlader herstellte. Die beiden Söhne führten das Unternehmen weiter und Julían Echeverría erhielt ein Patent auf eine automatische Pistole, mit deren Fertigung im Jahre 1905 begonnen wurde. 1908 wurde die Fertigung einer Pistole nach dem Vorbild der Firma Mannlicher aus dem Jahr 1900 aufgenommen, die das Kaliber 6,35 mm hatte. Julían Echeverría verließ dann das Unternehmen und übernahm die Leitung der Escuela de Armería, sein Bruder Bonifacio führte das Unternehmen fort und erweiterte den Fabrikationsbetrieb. 1914 kam das Modell 1914 auf den Markt, welches technisch auf den Vorgängermodellen basierte und hauptsächlich über ergonomische Verbesserungen verfügte. Anzumerken ist, dass die Modellbezeichnungen dem Erscheinungsjahr entsprachen, eine Praxis, die während der gesamten Geschichte des Unternehmens beibehalten wurde. Das Modell 1914 wurde von den französischen Streitkräften im Kaliber 7,65 mm eingeführt und dort unter der Bezeichnung Pistolet automatique, type Star geführt.
1919 wurde einheitlich auf alle gefertigten Waffen der Markenname STAR eingeschlagen, darüber hinaus wurden die Begriffe Izarra und Estrella registriert. Alle drei Begriffe bedeuten dasselbe, nämlich Stern, jeweils auf Englisch, Baskisch und Spanisch. Der Prototyp der ersten selbstgefertigten Pistole hatte intern den Namen Izarra.
Das Ende des Ersten Weltkrieges bedeutete auch das Ende der Belieferung der französischen Streitkräfte, das Unternehmen versuchte, wirtschaftlich mit einer Kopie des Colt 1911 in der Bahn zu bleiben.
Die Fertigungsanlagen wurden nach Torrekua verlegt und zusätzlich zur Pistolenfertigung mit Herstellung auch anderer Waffentypen begonnen.
Am 13. April 1931 rief Éibar als eine der ersten Kommunen Spaniens die Zweite Republik aus. STAR fertigte weiterhin Handfeuerwaffen, ein erheblicher Teil der Produktion wurde exportiert und an die Streitkräfte verschiedener Nationen geliefert.
Im Spanischen Bürgerkrieg war Éibar bis zum Fall im April 1937 im republikanischen Teil Spaniens. Dann fiel STAR in die Hände der Franquisten und nahm nach Ende des Bürgerkrieges die Fertigung wieder auf, das Hauptprodukt wurde nun die Maschinenpistole Z-45.
STAR wurde nun offizieller Lieferant der spanischen Streitkräfte und Polizeien sowie der Streitkräfte einiger anderer Länder, gleichzeitig wurde das Privatkundengeschäft in den USA und Kanada erfolgreich aufgebaut.
Mit dem Beitritt Spaniens zur EU und auch aufgrund der sich verschlechternden Konjunktur gerät das Unternehmen in eine wirtschaftliche Schieflage. Diese wird zusätzlich dadurch verschärft, dass der Eigentümer, Bonifacio Echeverría, in den Ruhestand tritt und die Geschäftsleitung offensichtlich nicht kompetent war. In der Folge liefen nicht unerhebliche Verbindlichkeiten auf.
Nach Übergang eines Teiles der Aktien an den spanischen Staat und eines anderen Teils in die Hände der Mitarbeiter brachen Streitigkeiten zwischen den beteiligten Gewerkschaften aus, an deren Ende die Liquidation des Unternehmens stand. Auch eine Neuauflage mit einer neu gegründeten Betriebsgesellschaft scheiterte. Am 27. Mai 1997 wurde Konkurs angemeldet und die Firma geschlossen. Wesentliche Waffenteile wie Läufe oder Pistolenrahmen wurden verschrottet, ein Bestand von Ersatzteilen blieb erhalten.
Einige wenige ehemalige Angestellte des Unternehmens gründeten unter dem Namen Iparguns eine Firma, die sich mit der Wartung und Reparatur der Produkte beschäftigt.